# Ф'юмічелло
Фьюмічелло (італ. Fiumicello, вен. Fiumicello) — муніципалітет в Італії, у регіоні Фріулі-Венеція-Джулія,  провінція Удіне.
Фьюмічелло розташоване на відстані близько 440 км на північ від Рима, 35 км на північний захід від Трієста, 35 км на південний схід від Удіне.
Населення — 5072 особи (2014).
Щорічний фестиваль відбувається 14 лютого. Покровитель — святий Валентин.

## Демографія
Населення за роками:

Станом на 31 грудня 2014 року в муніципалітеті офіційно проживав 131 іноземець з 32 країн, серед них 59 громадян країн Євросоюзу та 10 громадян України.

## Сусідні муніципалітети
- Акуїлея
- Градо
- Руда
- Сан-Канціан-д'Ізонцо
- Турріако
- Вілла-Вічентіна